# Helarchaeota
Embranchement
Les Helarchaeota sont un embranchement d'archées. 